# Азан (сын Аркада)
Азан (др.-греч. Ἀζᾶν) — персонаж древнегреческой мифологии из Аркадии. Сын Аркада и Эрато. Его часть страны стала называться Азанией. Колонисты из Азании живут позже во Фригии. В его честь впервые были установлены игры. На его погребальных играх погиб Апид. Муж Ипполиты, дочери Дексамена. Отец Клитора.
Действующее лицо трагедии Ахея Эретрийского «Азан».